# Luciano Pérez de Acevedo Amo
Luciano Pérez de Acevedo Amo (Badajoz, 31 de marzo de 1943-Ibidem., 8 de agosto de 2021) fue un abogado y político español. Presidente de la Diputación de Badajoz (1979-1983).

## Biografía
Hijo del abogado Luciano Pérez de Acevedo Ortega, secretario general de la Diputación de Badajoz (1941-1973).
Nacido en Badajoz, se desplazó a Madrid, donde se licenció en Derecho en la Universidad Complutense de Madrid. Comenzó a ejercer la abogacía en 1965, en uno de los bufetes de mayor prestigio de Extremadura en materia mercantil.
En 1974, comenzó su carrera política, al participar en Badajoz, en el nacimiento de la Sociedad de Estudios Libra, precursora de la Federación de Partidos Demócratas y Liberales dirigida por Joaquín Garrigues Walker. El comité nacional de dicha sociedad, del que formaba parte Pérez de Acevedo, decidió su integración en la Unión de Centro Democrático (UCD). Pérez de Acevedo, que se presentó en las primeras elecciones democráticas por UCD tuvo, junto con Adolfo Díaz-Ambrona Bardají, Jesús Pina, Enrique Sánchez de León, Vicente Sánchez Cuadrado y Antonio Uribarri, un papel importante en la creación y funcionamiento de dicho partido.
En 1977, fue nombrado delegado del Gobierno en la Confederación Hidrográfica del Guadiana (CHG) y, posteriormente, formó parte del equipo redactor del Estatuto de Autonomía de Extremadura. Fue también el primer Presidente de la Diputación de Badajoz, en la primera legislatura democrática (1979-1983), y diputado por Alianza Popular en la primera legislatura de la Asamblea de Extremadura (1983-1987).
Estaba casado y tenía cuatro hijos.